# صموئيل لامبرت
صموئيل لامبرت هو مصرفي بلجيكي، ولد في 15 يونيو 1806 في ليون في فرنسا، وتوفي في 9 أبريل 1875 في بروكسل في بلجيكا.